# Blas Olleros y Quintana

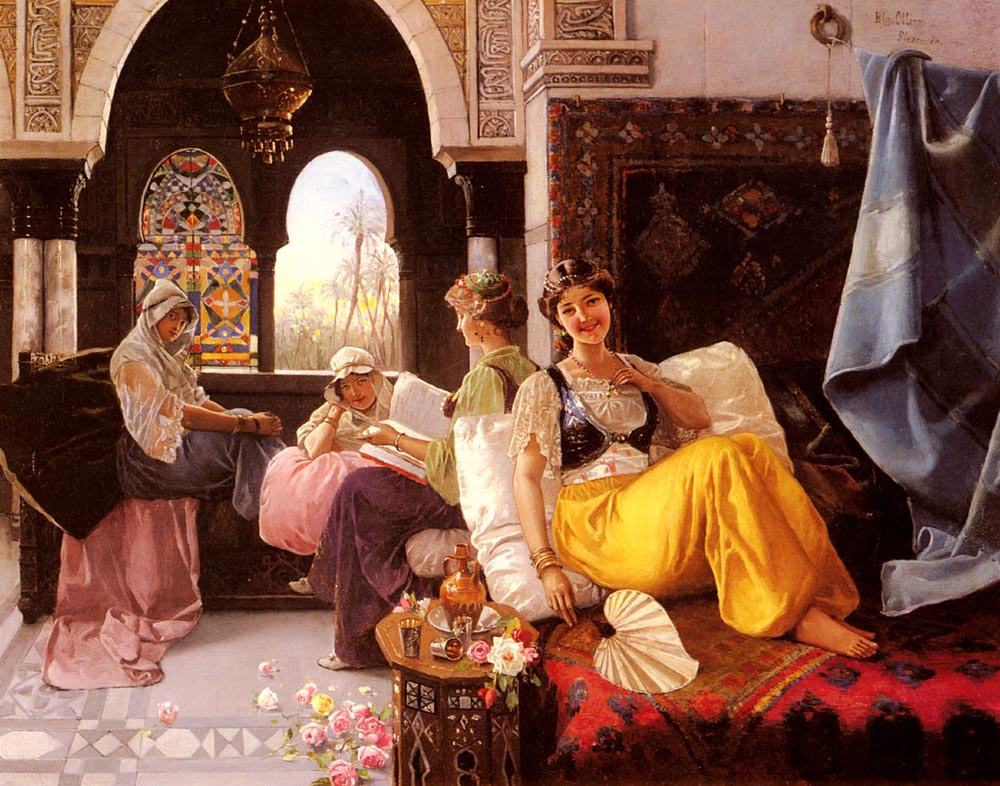
Escena Harén de Quintana Blas Olleras

Blas Olleros y Quintana (Ávila, 1851-Florencia, 1919) fue un pintor español radicado en Italia.

## Biografía
Nació en Ávila en 1851. Pintor, fue pensionado en 1874 por la Diputación Provincial de Ávila para consagrarse en Roma al estudio del arte. En 1878 terminaba en dicha capital un cuadro que representaba a Nerón en un jardín recitando rodeado de su corte. En 1883, presentó en la Exposición de acuarelas de Hernández de Madrid Una pompeyana y Una marina. Habría fallecido en Florencia en 1919.